# RV Corvi
RV Corvi (HD 109796) är en dubbelstjärna i mellersta delen av stjärnbilden Korpen. Den har en genomsnittlig skenbar magnitud av ca 8,77 och kräver åtminstone en stark handkikare eller ett mindre teleskop för att kunna observeras. Baserat på parallax enligt Gaia Data Release 2 på ca 4,7 mas, beräknas den befinna sig på ett avstånd på ca 690 ljusår (ca 211 parsek) från solen. Den rör sig bort från solen med en heliocentrisk radialhastighet på ca 19 km/s.

## Egenskaper
Primärstjärnan RV Corvi A är en gul till vit stjärna i huvudserien av spektralklass F0 V. Den har en massa som är ca 1,6 solmassa,  en radie som är ca 2,2 solradier och har ca 8,5 gånger solens utstrålning av energi från dess fotosfär vid en effektiv temperatur av ca 6 700 K.

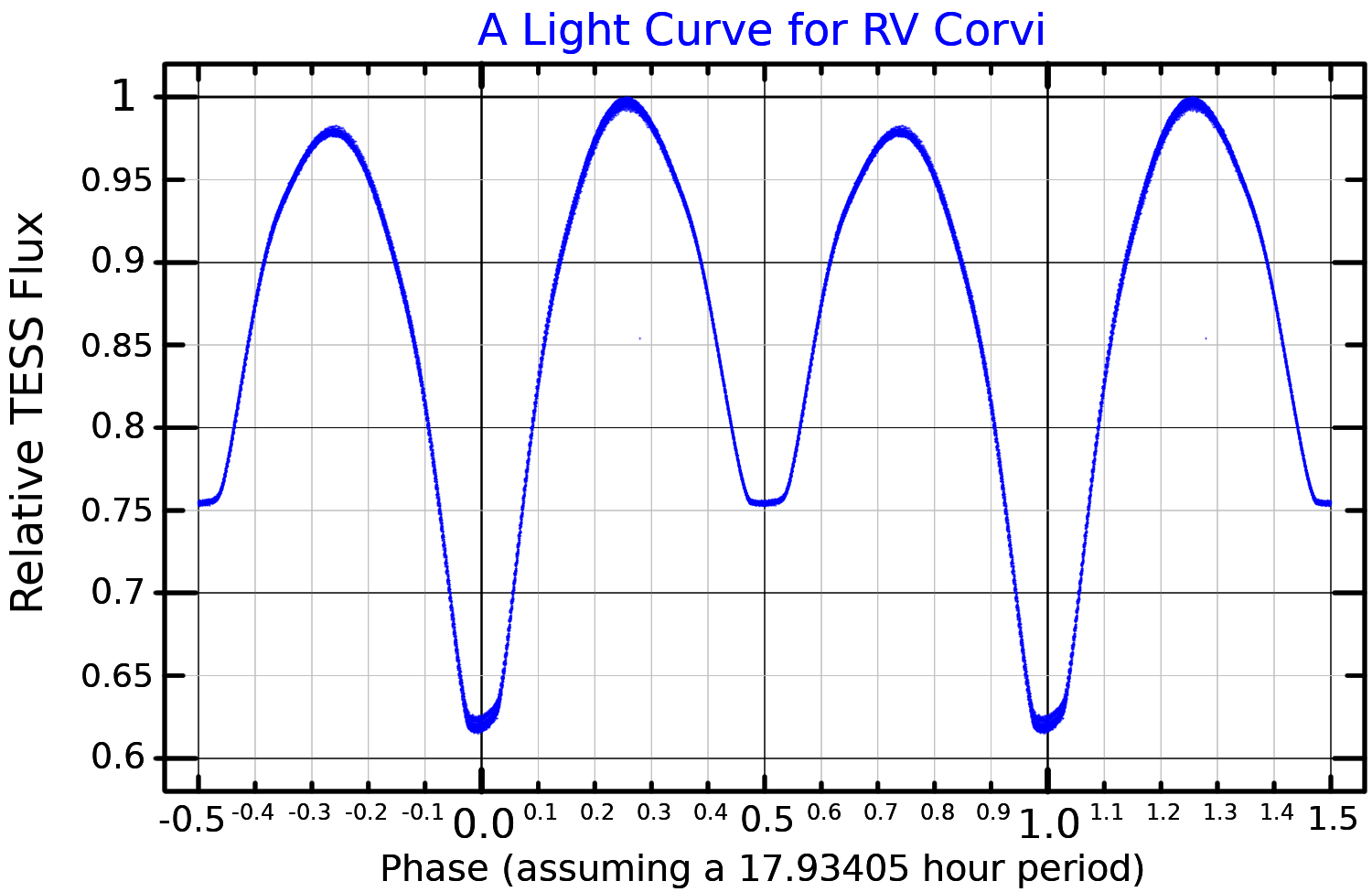
Ljuskurva för RV Corvi, plottad från TESS-data.

RV Corvi är en förmörkelsevariabel och variabiliteten i systemet upptäcktes av H. H. Swope. År 1942 publicerade Irene G. Buttery en omloppsperiod på 0,74728 dygn för stjärnorna, vilket visar att detta är en förmörkande dubbelstjärna. Den är en snäv kontaktbinär där båda stjärnorna visar effekt av tidvatteninteraktioner och de motstående sidorna är åtskilda med mindre än 10 procent av omloppsavståndet, men är inte i kontakt. En eller båda stjärnorna kan visa en ökad ljusstyrka på sina motstående sidor. Systemet är sammansatt av stjärnor av spektraltyperna F0 och G0, som kretsar kring varandra med en period av 0,7473 dygn. Följeslagaren har en massa som är ca 0,44 solmassa,  en radie som är ca 1,2 solradie och har ca 1,5 gånger solens utstrålning av energi från dess fotosfär.